# Selfridge
Selfridge è un centro abitato (city) degli Stati Uniti d'America, situato nella Contea di Sioux, nello Stato del Dakota del Nord. Nel censimento del 2000 la popolazione era di 223 abitanti. La città è stata fondata nel 1912. Selfridge appartiene alla Standing Rock Indian Reservation.

## Geografia fisica
Secondo i rilevamenti dell'United States Census Bureau, la località di Selfridge si estende su una superficie di 0,70 km², tutti occupati da terre.

## Popolazione
Secondo il censimento del 2000, a Selfridge vivevano 223 persone, ed erano presenti 54 gruppi familiari. La densità di popolazione era di 320 ab./km². Nel territorio comunale si trovavano 85 unità edificate. Per quanto riguarda la composizione etnica degli abitanti, il 39,91% era bianco, il 59,19% era nativo, lo 0,45% proveniva dall'Oceano Pacifico e lo 0,45% apparteneva a due o più razze. La popolazione di ogni razza ispanica corrispondeva al 2,24% degli abitanti.
Per quanto riguarda la suddivisione della popolazione in fasce d'età, il 40,8% era al di sotto dei 18, il 9,4% fra i 18 e i 24, il 23,8% fra i 25 e i 44, il 20,2% fra i 45 e i 64, mentre infine il 5,8% era al di sopra dei 65 anni di età. L'età media della popolazione era di 24 anni. Per ogni 100 donne residenti vivevano 89,0 maschi.